# Gynoplistia tubrabucca
Gynoplistia tubrabucca är en tvåvingeart som beskrevs av Günther Theischinger 1993. Gynoplistia tubrabucca ingår i släktet Gynoplistia och familjen småharkrankar. Inga underarter finns listade i Catalogue of Life.